# Giacomo Facco
Giacomo Facco (4. února 1676 Marsango – 16. února 1753 Madrid) byl italský barokní hudební skladatel, dirigent a houslista. Ve své době byl známý, ale po smrti byl téměř zapomenut, dokud roku 1962 jeho dílo neobjevil muzikolog Uberto Zanolli.
Giacomo Facco se narodil na vesnici nedaleko Padovy a Benátek. Dlouhá léta působil jako dirigent na různých místech v Itálii. K roku 1720 je doložen na dvoře španělského krále a je známo, že učil španělské královské prince hrát na klavichord. Postupně však padl za oběť dvorním intrikám a ztrácel své pozice, takže v posledních letech života byl pouhým houslistou královské kaple.
Giacomo Facco složil pět oper, dále kantáty, duchovní i instrumentální hudbu. Vydal dvě knihy koncertů pro strunné nástroje s doprovodem varhan Pensieri Adriarmonici (Amsterodam 1716 a 1718). Značná část jeho díla je ztracena.